# Yurieski Torreblanca
Yurieski Torreblanca Queralta (ur. 15 marca 1989) – kubański zapaśnik w stylu wolnym. Zajął ósme miejsce na mistrzostwach świata w 2017 roku. 
Triumfator igrzysk panamerykańskich w 2019 i 2023. Złoty medal na mistrzostwach panamerykańskich w 2015, 2017, 2020 i 2023; srebrny w 2018 i brązowy w 2013. Mistrz igrzysk Ameryki Środkowej i Karaibów w 2018 i 2023. Czwarty w Pucharze Świata w 2018 i piąty w 2019 roku.